# 秋田口の戦い
秋田口の戦い（あきたぐちのたたかい）は、戊辰戦争で庄内藩と久保田藩連合軍が日本海沿岸地区で交えた戦闘の総称である。本項では庄内戊辰戦争春の陣のことを記述する。これは秋田戦争の端緒になった。

## 経緯
慶応4年3月18日（新暦1868年4月10日）、仙台に到着した奥羽鎮撫隊は、仙台藩に対しては会津藩の討伐を命じ、久保田藩に対しては重役を呼び寄せて4月6日（新暦4月28日）に庄内藩の討伐を命じた。久保田藩の特使は、庄内藩討伐の根拠を鎮撫隊に尋ねた。その回答は庄内藩が行った江戸薩摩藩邸の焼討事件ということであった。これは、実際に江戸にいて実情を目撃した者にとっては、逆恨みとも捉えられる理由であった。これを一因として、久保田藩は士気が上がらなくなっていた。
久保田藩主の佐竹義堯は、庄内藩と文書を交換しての対応を試みたが、その間に弘前藩や矢島藩など他藩の兵が集結し戦闘準備が終わった。また鎮撫隊からの圧力もあり、さらに久保田藩重役の「兵は神速を旨とするのに、遅延するなら軍機を失って、士気を喪失する」という連名の文書が閏4月13日（新暦6月3日）に提出され、義堯は交渉を断念して攻撃を決意した。
本荘には小場小伝治率いる600人、矢島には渋江厚光（内膳）率いる573人、田代には梅津小太郎率いる300人を配置して戦闘準備を行った。更に、新屋口に大館の佐竹義遵（大和）率いる679人を、土崎には真壁安芸率いる629人を後詰めにした。また、弘前藩からは六百数十人の兵士が参加した。
作戦では、渋江隊は19日（新暦6月9日）暮に小滝を出発、大須郷・小砂川を過ぎて20日の朝に観音森を攻撃することになった。小場隊は同じく塩越から、大須郷を経て観音森で渋江隊と合流することになった。梅津隊は、本荘藩の金沢権太夫隊の後援のもと、塩越を出発して19日の日没を待ち、小砂川を抜き、三崎峠を越え、女鹿に入り放火することになった。また、遊軍の荒川久太郎隊は、梅津隊の放火を合図として、船によって同地を砲撃することになった。さらに矢島藩は、百宅口から鍋倉峠を越えて、貝沢（日向川川上の間道）に至り、増田の敵陣を抜いて酒田に進撃しようとした。海道筋の作戦は鎮撫隊総督府の山本登雲助監軍の総裁と、また矢島口は上田雄一監軍と合議して作戦をたてている（ともに山口藩士）。
19日から20日にわたって､それぞれの部隊は計画に従って行動を起こしたが、目的を全く達成できなかった。
小場隊は20日に観音森に達したが、庄内藩からの発砲を受けた。小場隊も発砲しながら進撃を行い、庄内兵1人を捕虜にし、午前8時に布陣を完成したものの、応援部隊が到着せず、庄内藩の動きが盛んで、絶地に孤軍していることを感じ、午後4時に大須郷へ帰還した。
渋江隊は道案内が道を誤り、19日は山野をまわり、20日平明になって鉾立の山頂に出てしまう。その後山を降り午後4時に大須郷に帰還し、小場隊と合流した。
梅津隊も先導が道を誤り、互いに発砲する事態となったが、すぐに誤認に気付いて攻撃を中止し、兵を集めて小砂川に進撃したのは20日の晩であった。これよりも先に本荘藩の部隊は小砂川に進撃しており、後を追って同所の部隊の攻撃に成功したものの、最初の目的は達成できなかった。荒川隊は船を塩越に移動させ、小砂川の部隊と合流するだけになってしまった。
矢島藩の部隊は、梅津隊の1隊と協同し、19日午後4時に百宅村を出発。貝沢口より鳥海山の南に出て、庄内藩の増田村の陣に近い大台に達し、残雪の上に陣を整えたが、輜重隊が到着せず勝利はおぼつかないと判断し、夜半に百宅村に帰還した。別働隊は田俟口より進み、9里の山道を踏破して雨入山に到着、峡谷を隔てた敵軍と砲戦を交わしたものの、本隊の引き上げを知りやむなく山麓に引き露営して、次の日に百宅に帰還した。
23日には庄内藩の420人程度の部隊が、600人程度いた小砂川や大須郷の小場隊を急襲した。このとき、大須郷の隣の川袋に宿営していた、久保田藩の精鋭である荒川久太郎の遊撃隊と本荘藩の金沢権太夫の一隊が、大須郷の東から庄内軍の側面をつき、さらに小滝の渋江内膳隊もかけつけ、小場隊は窮地を脱し塩越に引いて陣をたてなおした。小場は現地に武器弾薬や軍馬を残して撤退したため、後に責任を追及され蟄居を命じられている。
22日、現地の実戦状況を把握した佐竹義尭は停戦を決意し、その旨を沢副総督に申達した。その後、奥羽越列藩同盟締結の動きがあり、戦闘は完全に停戦となった。こうして、秋田口における戦闘は全く失敗のまま停戦になった。
戦闘失敗の原因は、鎮撫隊の監軍の2人が敵情を理解せず、現場の軍義に余りに干渉をしたことも原因の一つとして上げられた。その後、監軍のひとり山本登雲助は、夏の庄内との戦闘で、小藩の亀田藩を理不尽な方法で先鋒に無理矢理つかせたり、亀田藩の猛将であった神谷男也を罵倒し鉄扇で頭を殴打したりしている。これは激怒した亀田藩が新政府から離反し庄内軍に合流する動機となった。また、佐賀藩参謀の前山清一郎は、後の戦闘で山本の指揮をたびたび批判し、山本は軍における発言力をなくしていった。